# Victor Asselberghs

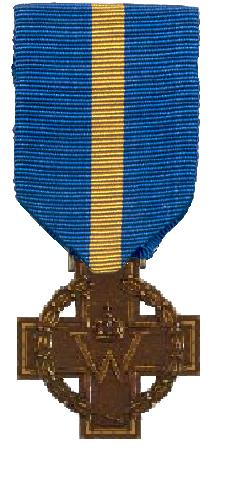
Kruis van Verdienste

Victor Eduard Asselberghs (Essen, België), 30 december 1920 - Venlo, 10 januari 1973) was Nederlands verzetsman en Engelandvaarder.
Victor was de zoon van Johannes Jacobus Matheus Henri Marie Asselberghs (1887-1980, directeur Nederlands Spoorwegmuseum) en Ludovica Maria Joanna Verhulsen (1896-1977). Deze kregen vijf kinderen, Victor had twee zusters en twee jongere broers. Erik (1923-1971) en Edgar (1925-2005) waren ook Engelandvaarder. Zus Mimi (1919-2013) werd later directeur van het Nederlands Spoorwegmuseum.
Met Edgar ontsnapte Victor in 1943 uit bezet Nederland. Erik was al in 1942 vertrokken. Alle drie waren ze door Frankrijk naar Spanje getrokken. Net als Erik kwamen Victor en Edgar ook in kamp Miranda de Ebro terecht. Edgar werd eerder dan Victor vrijgelaten, maar na de vrijlating van Victor werden ze in januari 1944 naar Lissabon gestuurd. Vandaar konden ze doorreizen naar Engeland. De twee broers kwamen bij de Prinses Irene Brigade, en later Erik ook, en alle drie maakten deel uit van de bevrijdingscampagne vanaf Normandië. Alle drie waren ook bij de bevrijding van Den Haag op 8 mei.  
Na de oorlog studeerde Asselberghs psychologie aan de Katholieke Universiteit Nijmegen, waarna hij psycholoog werd bij het Groene Kruis. Hij was tevens lid van de Voogdijraad in Roermond. Edgar werd arts in Waalre.
Edgar Asselberghs beschreef in 1997 hun Engelandvaart in "Tussen Licht en Donker 1943-45", ISBN 978-90-75879-02-5. Prins Bernhard schreef een voorwoord.

## Onderscheiden
- Kruis van Verdienste[2]